# Lindisfarne
Lindisfarne es una isla con un castillo y monasterio, localizada al norte de Gran Bretaña. Fue el primer monasterio atacado por los vikingos el 8 de junio del año 793 d. C., fecha considerada como el inicio de la Era vikinga.

## Etimología
Las crónicas contemporáneas mencionan a Lindisfarena, que en inglés antiguo significa "isla de los que viajan desde Lindsey", un indicativo de que la isla fue ocupada por habitantes del reino de Lindsey, o posiblemente que sus habitantes viajasen hasta allí.

## Historia
El monasterio fue fundado a principios del siglo VII por San Aidan, un monje irlandés al que el rey Oswaldo de Bernicia encargó evangelizar las inhóspitas regiones del Norte de Inglaterra. Con el tiempo se convertiría en un importante núcleo de cultura: de su escritorio salieron grandes obras, como los Evangelios de Lindisfarne, copia en latín de los textos sagrados, y a la que en el siglo X se añadieron comentarios en inglés antiguo, lo que los convierte en los más antiguos textos bíblicos en lengua inglesa.